# Maximilian Aichern
Mons. Maximilian Aichern (* 26. prosince 1932, Vídeň) je rakouský římskokatolický kněz, emeritní biskup Lince a člen Řádu svatého Benedikta.

## Život
Narodil se 26. prosince 1932 ve Vídni, jako syn Maxe a Franzisky Aichernových. Navštěvoval gymnázium a roku 1951 odmaturoval. Původně měl převzít podnikání svých rodičů, ale jeho sestra ho převzala za něj. Roku 1954 vstoupil do benediktinského kláštera svatého Lamberta ve Štýrsku. Poté studoval v Salcburku a na Papežském ateneum sv. Anselma v Římě.
Dne 9. července 1959 byl vysvěcen na kněze. Na začátku byl kaplanem ve St. Lambrechtu a učitelem náboženství na odborné škole v Murau. Roku 1964 se stal opatem koadjutorem a v letech 1977 až 1982 byl opatem kláštera.
V květnu 1981 mu bylo oznámeno že by se mohl stát biskupem Lince, ale on odmítl. Souhlasil až v prosinci téhož roku a dne 15. prosince 1981 jej papež Jan Pavel II. oficiálně jmenoval biskupem Lince. Biskupské svěcení přijal 17. ledna 1982 z rukou kardinála Franze Königa a spolusvětiteli byli biskup Franz Sales Zauner a biskup Alois Wagner.
Dne 18. května 2005 byla papežem Benediktem XVI. přijata jeho rezignace na post biskupa Lince; šlo o předčasnou rezignaci, tři roky před dosažením kanonického věku.